# Phổ Đà, Chu Sơn
Phổ Đà (giản thể: 普陀区; phồn thể: 普陀區; bính âm: Pǔtuó Qū, âm Hán Việt: Phổ Đà khu) là một quận thuộc địa cấp thị Chu Sơn, tỉnh Chiết Giang, Trung Quốc. Quận này có diện tích 461,48 km², trong đó diện tích đất là 458,6 km², diện tích mặt biển là 6269,4 km², tổng cộng có 455 hòn đảo, dân số năm 2017 là 1.284.700 người. Mã số bưu chính của quận là 200333.

## Phân chia hành chính
Quận Phổ Đà được chia thành 13 đơn vị hành chính gồm 5 nhai đạo, 5 trấn và 3 hương.
- Nhai đạo biện sự xứ: Thẩm Gia Môn, Đông Cảng, Câu Sơn, Chu Gia Tiêm, Triển Mao.
- Trấn: Lục Hoành, Đào Hoa, Hà Trì, Phổ Đà Sơn, Đông Cực.
- Hương: Bạch Sa, Đăng Bộ, Mã Nghĩ Đảo.